# Gare de Libourne
Gare de Libourne vasútállomás Franciaországban, Libourne településen.

## Vasútvonalak
Az állomást az alábbi vasútvonalak érintik:
- Párizs–Bordeaux-vasútvonal
- Libourne-Buisson-vasútvonal

## Kapcsolódó állomások
A vasútállomáshoz az alábbi állomások vannak a legközelebb:
- Gare de Vayres (Gare de Bordeaux-Saint-Jean, Párizs–Bordeaux-vasútvonal)
- Gare de Saint-Émilion
- Gare de Saint-Denis-de-Pile (Paris Gare d’Austerlitz, Párizs–Bordeaux-vasútvonal)
- Gare de Vayres (Gare d’Arcachon, F41)
- Gare de Cenon
- Gare de Coutras